# Gualda

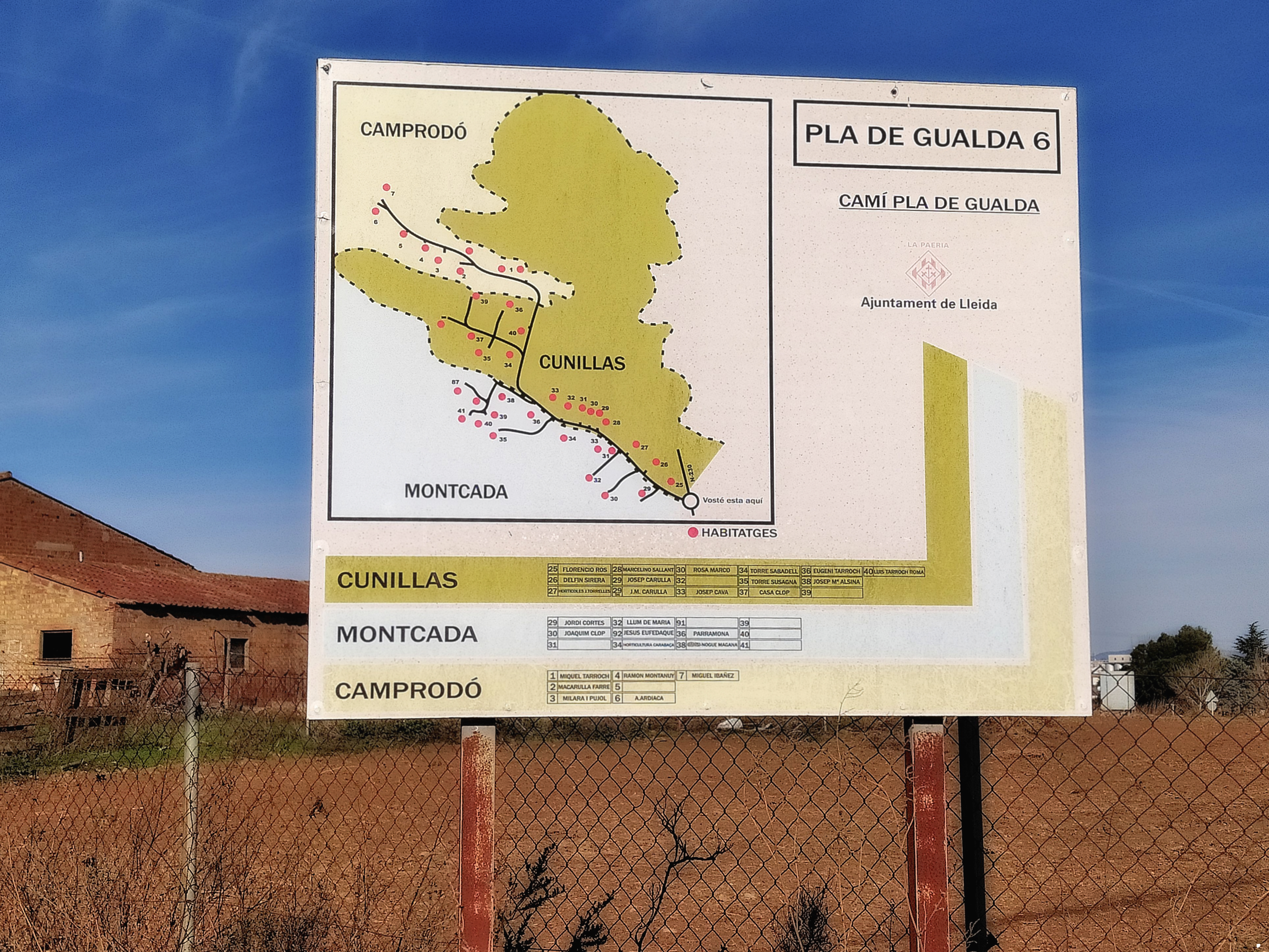
Cartel informatiu del Plá.

Gualda és una entitat de població de Lleida. L'any 2018 tenia 863 habitants.
Està format, en tot o en part, per les següents partides de Lleida: Montcada, Cunillars, Marimunt, Balàfia i Camp-rodó

## Referències

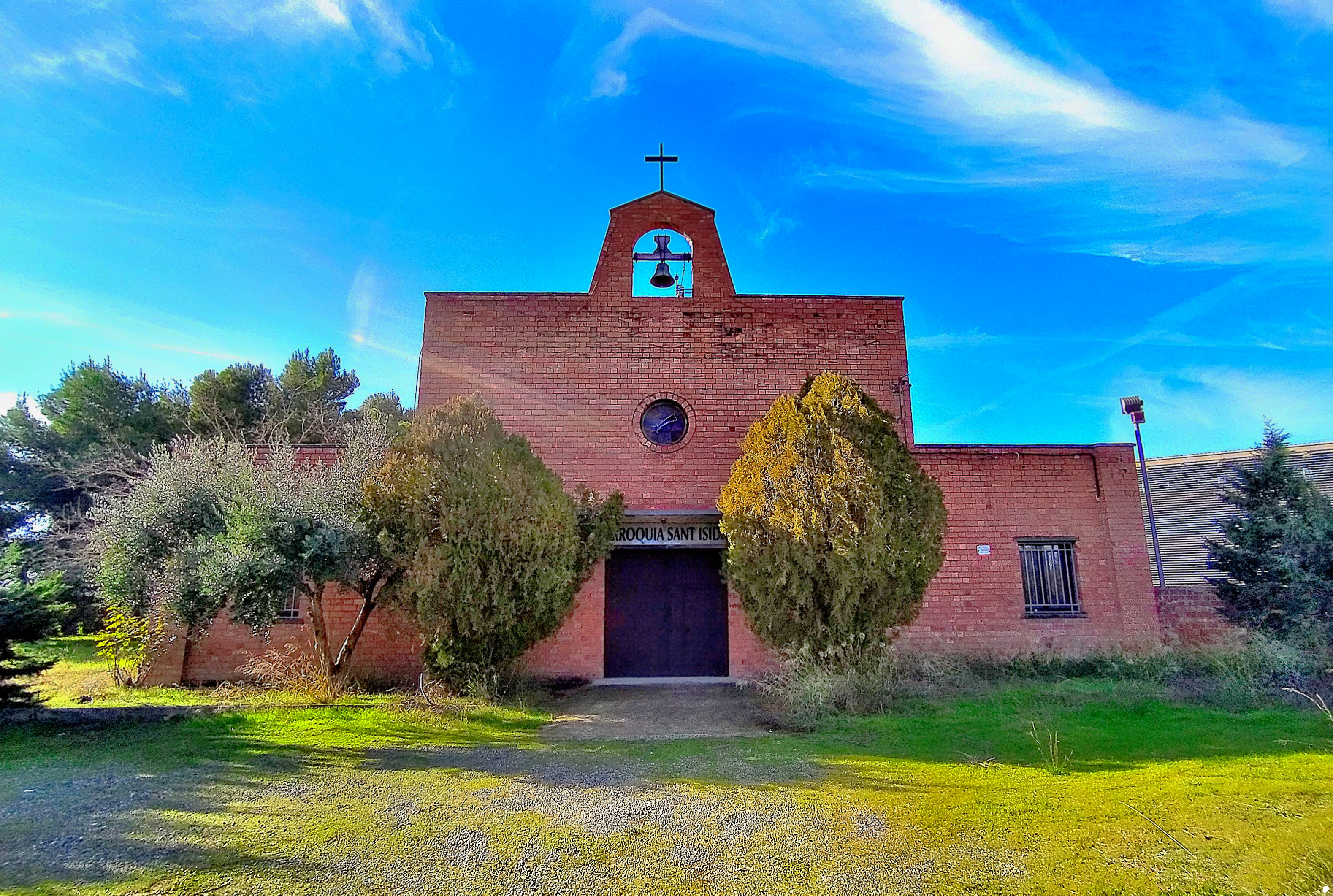
Parròquia de Sant Isidre Llaurador (Gualda 1974)